# Dick Johnson
Dick Johnson, nome artístico de Richard Brown Johnson (Brockton, Massachusetts, 1 de dezembro de 1925 – 10 de janeiro de 2010) foi um clarinetista de big band estadunidense.  Também tocou sax alto e flauta, bem como o clarinete. Johnson trabalhou com Frank Sinatra, a Orchestra Swing Shift, Dizzy Gillespie e Tony Bennett
Johnson morreu em Boston, Massachusetts, após uma curta doença, aos 84 anos.